# Американская спортивная конференция
Американская спортивная конференция (англ. American Athletic Conference) — спортивная студенческая конференция в США, чьи члены расположены в южном, Северо-восточном регионах США и на Среднем Западе. Штаб-квартира расположена в Провиденсе (Род-Айленд). Конференция American входит в первый дивизион Национальной ассоциации студенческого спорта.
Большинство членов конференции находятся в больших городских метрополиях. Конференция была образована в 2013 году после реорганизации конференции Big East, просуществовавшей с 1979 года по 2013 год. Университеты, которые не спонсировали программы по американскому футболу создали конференцию с таким же названием и вместе с Американской спортивной конференцией являются преемниками старой конференции и обе считают датой своего образования 1979 год.
Во время эры Bowl Championship Series (BCS) Американская спортивная конференция являлась одной из шести конференций, так называемой «Шестёрки мощных конференций», чьи команды автоматически проходили квалификацию в боульные игры. Однако начиная с 2014 года, после введения игр плей-офф, она потерялат автоматическую квалификацию и попала в «Группу Пяти», которые получают автоматическое попадание в один из шести топовых боульных игр. Кроме неё такое право имеют конференция США, Средне-Американская конференция, конференция Mountain West и конференция Sun Belt.

## Члены конференции

### Полные члены
В настоящее время в конференцию входит 11 полных членов и 6 ассоциированных членов, представляющих двенадцать штатов: Калифорния, Флорида, Луизиана, Северная Каролина, Канзас, Огайо, Оклахома, Пенсильвания, Мэриленд, Виргиния, Теннесси и Техас.
| Университет                      | Место положения (население)           | Основан | Тип             | Студентов | Вступил                                        | Прозвище         | Цвета |
| -------------------------------- | ------------------------------------- | ------- | --------------- | --------- | ---------------------------------------------- | ---------------- | ----- |
| Университет Центральной Флориды  | Орландо, Флорида (249 562)            | 1963    | Государственный | 59 767    | 2013                                           | Найтс            |       |
| Университет Цинциннати           | Цинциннати, Огайо (296 223)           | 1819    | Государственный | 42 421    | 2005                                           | Беаркэтс         |       |
| Хьюстонский университет          | Хьюстон, Техас (2 099 451)            | 1927    | Государственный | 40 747    | 2013                                           | Кугарс           |       |
| Университет Мемфиса              | Мемфис, Теннесси (662 897)            | 1912    | Государственный | 23 000    | 2013                                           | Тайгерс          |       |
| Южно-Флоридский университет      | Тампа, Флорида (335 709)              | 1956    | Государственный | 47 122    | 2005                                           | Буллз            |       |
| Южный методистский университет   | Даллас, Техас (1 197 816)             | 1911    | Частный         | 12 000    | 2013                                           | Мустангс         |       |
| Темпльский университет           | Филадельфия, Пенсильвания (1 526 006) | 1884    | Государственный | 37 697    | 1991, 2012 (ам. футбол) 2013 (все виды спорта) | Аулс             |       |
| Восточно-Каролинский университет | Гринвилл, Северная Каролина (86 017)  | 1907    | Государственный | 27 816    | 2014                                           | Пайрэтс          |       |
| Тулейнский университет           | Новый Орлеан, Луизиана (360 740)      | 1834    | Частный         | 13 359    | 2014                                           | Грин Вэйв        |       |
| Университет Талсы                | Талса, Оклахома (396 466)             | 1894    | Частный         | 4352      | 2014                                           | Голден Харрикейн |       |
| Уичитский университет            | Уичито, Канзас (14 495)               | 1895    | Государственный | 14495     | 2017                                           | Шокерс           |       |

### Ассоциированные члены
| Университет                               | Место положения (население)       | Основан | Тип             | Студентов | Вступил   | Виды спорта                    | Конференция   | Прозвище   | Цвета |
| ----------------------------------------- | --------------------------------- | ------- | --------------- | --------- | --------- | ------------------------------ | ------------- | ---------- | ----- |
| Университет штата Калифорния в Сакраменто | Сакраменто, Калифорния (466 488)  | 1947    | Государственный | 28 811    | 2014      | Женская гребля                 | Big Sky       | Хорнетс    |       |
| Университет штата Калифорния в Сан-Диего  | Сан-Диего, Калифорния (1 345 895) | 1897    | Государственный | 29 392    | 2014      | Женская гребля                 | Mountain West | Ацтекс     |       |
| Военно-морская академия США               | Аннаполис, Мэриленд (38 394)      | 1845    | Федеральный     | 4603      | 2015      | Футбол                         | Лига Патриот  | Мидшипмент |       |
| Вандербильтский университет               | Нашвилл, Теннесси (694 144)       | 1873    | Частный         | 12 686    | 2018      | Женский лякросс                | SEC           | Комодорс   |       |
| Флоридский университет                    | Гейнсвилл, Флорида (288 212)      | 1853    | Государственный | 51 474    | 2018      | Женский лякросс                | SEC           | Гейторс    |       |
| Университет Старого Доминиона             | Норфолк, Виргиния (242 803)       | 1930    | Государственный | 24 375    | 2018 2020 | Женская гребля Женский лякросс | C-USA         | Монаркс    |       |

### Бывшие члены
| Университет                 | Место положения (население)       | Основан | Тип             | Студентов | Вступил                                    | Покинул | Новая конференция | Прозвище      | Цвета |
| --------------------------- | --------------------------------- | ------- | --------------- | --------- | ------------------------------------------ | ------- | ----------------- | ------------- | ----- |
| Луисвиллский университет    | Луисвилл, Кентукки (746 906)      | 1798    | Государственный | 23 262    | 2005                                       | 2014    | ACC               | Кардиналс     |       |
| Ратгерский университет      | Нью-Брансуик, Нью-Джерси (56 160) | 1766    | Государственный | 67 842    | 1991 (футбол) 1995 (остальные виды спорта) | 2014    | Big Ten           | Скарлет Найтс |       |
| Коннектикутский университет | Сторрс, Коннектикут (15 344)      | 1881    | Государственный | 30 034    | 1979                                       | 2020    | Big East          | Хаскис        |       |

### Бывшие ассоциированные члены
| Университет           | Место положения (население)     | Основан | Тип             | Студентов | Вступил | Покинул | Виды спорта    | Конференция | Прозвище  | Цвета |
| --------------------- | ------------------------------- | ------- | --------------- | --------- | ------- | ------- | -------------- | ----------- | --------- | ----- |
| Университет Вилланова | Вилланова, Пенсильвания (8 839) | 1842    | Государственный | 11 023    | 2013    | 2015    | Женская гребля | Big East    | Уайлдкэтс |       |